# Lazzaro Vasari
Lazzaro Vasari (1399-1468), també conegut com a Lazzaro Taldi i com a Lazzaro di Niccolò de' Taldi, va ser un pintor italià nascut a la Província d'Arezzo. Son pare era un terrissaire, i va ser pare de Giorgio Vasari I. El pintor Luca Signorelli (1441-1523) era nebot seu, i l'historiador de l'art i pintor Giorgio Vasari era besnet seu.
L'obra més coneguda de Lazzaro Vasari és el fresc de sant Vicent Ferrer a la Basílica de Sant Domènec d'Arezzo. Va morir a Arezzo l'any 1468 i va ser enterrat a la Capella de Sant Jordi de la mateixa ciutat.